# Densité de foudroiement

Densité de coups de foudre suivant les périodes de l'année

La densité de foudroiement est le nombre de coups de foudre au km² par an, noté « Ng », et était obtenue en divisant le niveau kéraunique par 10. En France, les valeurs sont déterminées par le réseau Météorage, avec le Nsg (ground strike point density). Depuis 2017, avec la norme IEC 62858 le Nsg est la valeur de référence, qui indique le plus fidèlement possible la réalité en termes de foudroiement au sol.